# Affaire Volkswagen

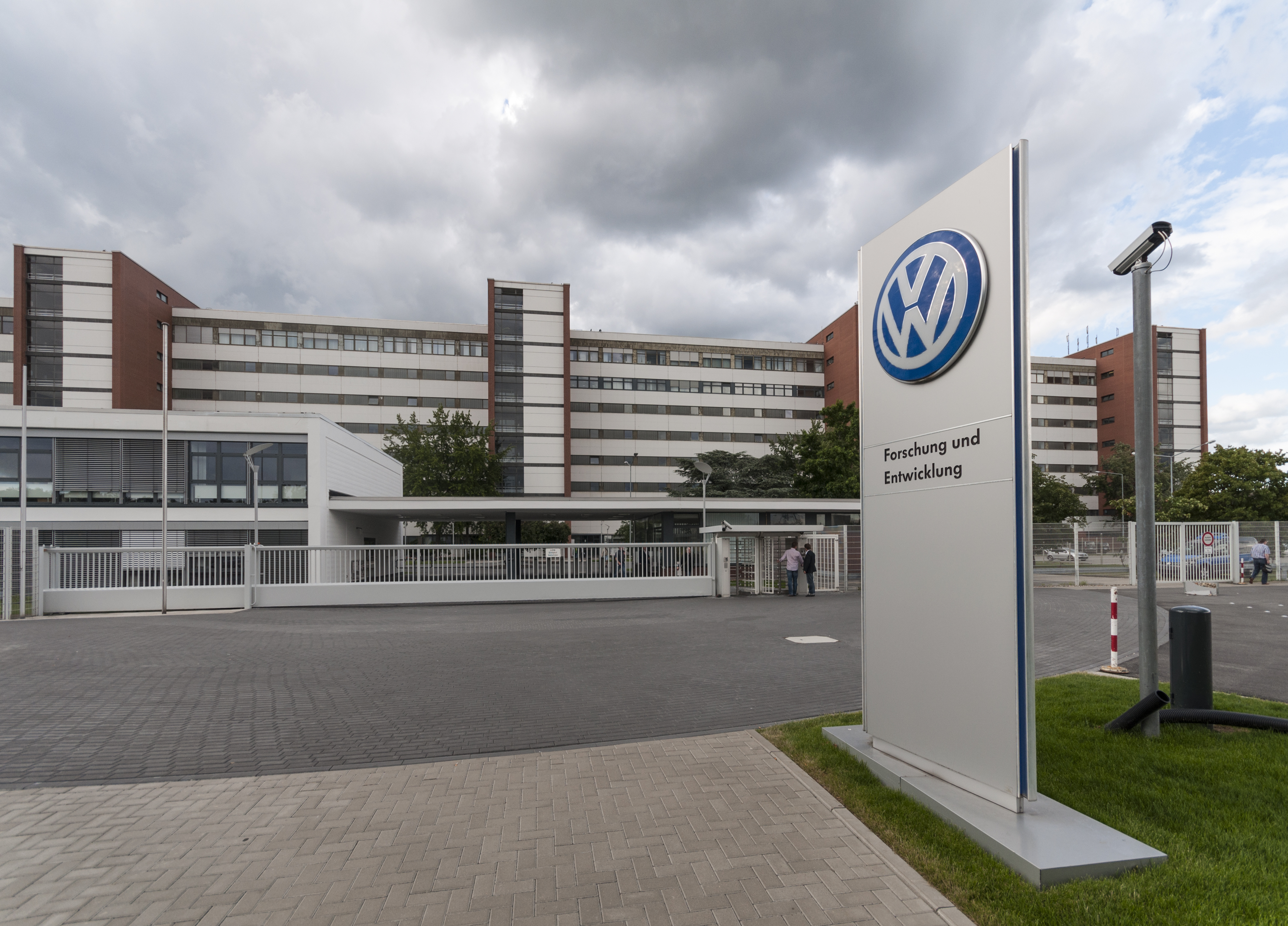
Locaux de la division Recherche et développement du siège du groupe Volkswagen, à Wolfsbourg.

Le texte peut changer fréquemment, n’est peut-être pas à jour et peut manquer de recul. 
Le titre et la description de l'acte concerné reposent sur la qualification juridique retenue lors de la rédaction de l'article et peuvent évoluer en même temps que celle-ci.
« Dieselgate » redirige ici. Pour les scandales concernant les autres constructeurs, voir Scandale des émissions des moteurs diesel.
L'affaire Volkswagen, aussi appelée « dieselgate », est un scandale industriel et sanitaire lié à l'utilisation par le groupe Volkswagen, de 2009 à 2015, de différentes techniques visant à réduire frauduleusement les émissions polluantes (de NOx et de CO2) de certains de ses moteurs diesel et essence lors des essais d'homologation. Selon le groupe, plus de 11 millions de véhicules de ses marques Volkswagen, Audi, Seat, Škoda et Porsche sont concernés à travers le monde. L'affaire, sans équivalent dans l'histoire automobile, est révélée en septembre 2015 par l'Agence américaine de protection de l'environnement (EPA) et a entraîné la démission du président du directoire du groupe, Martin Winterkorn. Plusieurs pays ont enquêté sur ces faits.
Le scandale a suscité une prise de conscience à propos des niveaux d'émissions polluantes émis par tous les véhicules diesel d'un large éventail de constructeurs automobiles qui, dans des conditions de conduite réelles, dépassent les limites d'émission légales. Une étude menée par l'ICCT et l'ADAC a montré que les plus grands écarts concernent Volvo, Renault, Jeep, Hyundai, Citroën et Fiat,,, ce qui a déclenché des enquêtes sur d'autres scandales d'émissions diesel.

## Contexte

### Optimisations des résultats de tests d'émissions
L'optimisation par les constructeurs automobiles des émissions polluantes lors des cycles d’homologation est un sujet étudié par la presse, les ONG et les pouvoirs publics depuis les années 1970,,,. Selon un spécialiste du secteur automobile interrogé par le journal Le Monde, « tous les ingénieurs automobiles connaissent les points de contrôle des tests de certification. C’est une pratique courante de s’y adapter. Mais il est illégal de s’y soustraire complètement ». Selon un autre spécialiste du secteur relayé par la BBC, les normes européennes d'émission ne sont effectivement « pas aussi strictes que celles des États-Unis » en matière de NOx et il y a donc « moins besoin d'y tricher ». A contrario, les normes américaines sont beaucoup plus laxistes en matière de CO ainsi qu'en matière de nombre de particules PN, ce qui favorise les voitures à essence à injection directe.
Néanmoins, en désactivant le dispositif de dépollution de NOx en condition de route repéré par son logiciel fraudeur, les véhicules du groupe Volkswagen (Audi, Škoda, Seat) peuvent, de fait, ne respecter aucune norme.

### Le groupe Volkswagen leader des ventes, et doté d'une bonne image environnementale au premier semestre 2015

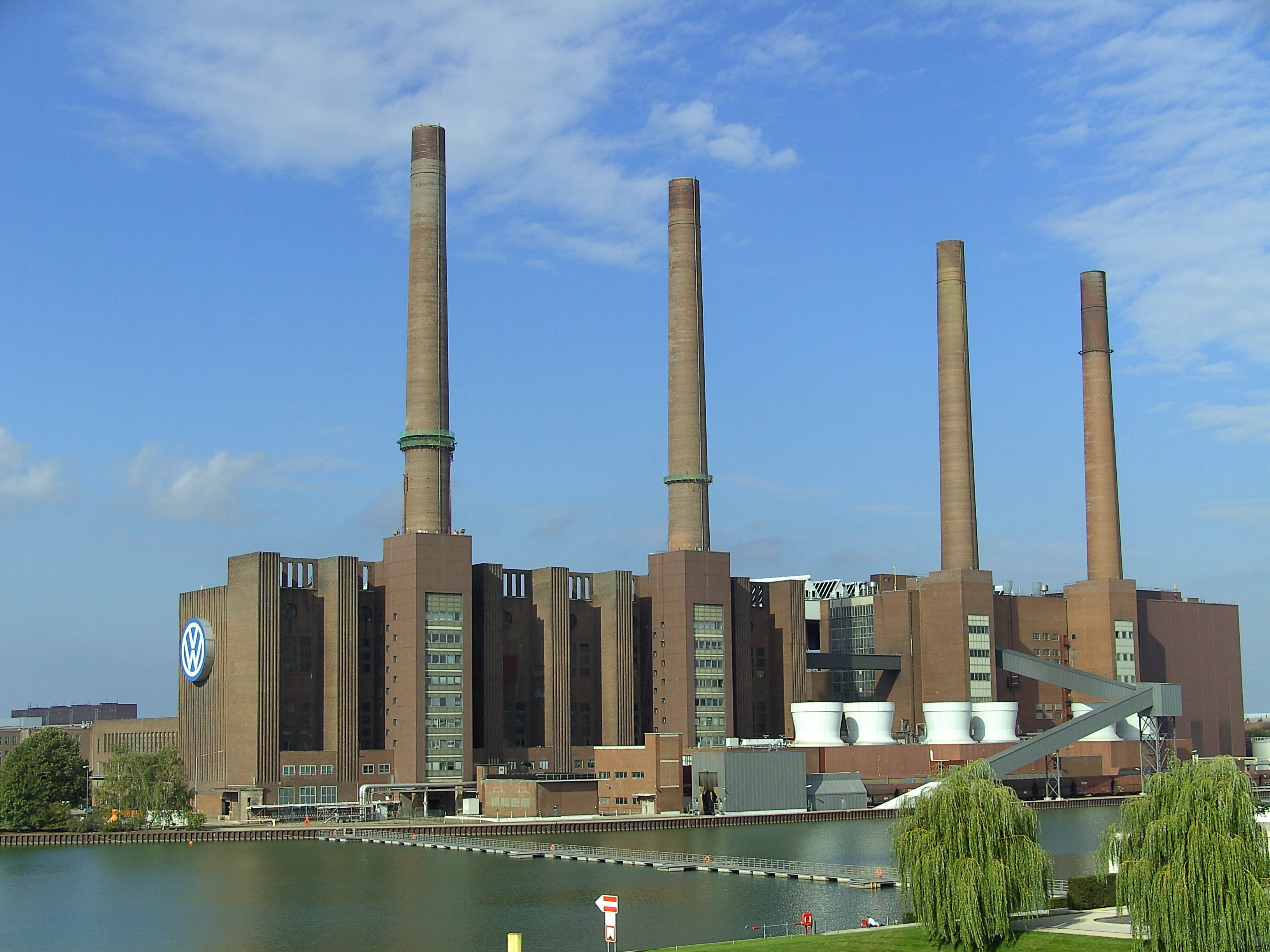
Une usine du groupe Volkswagen, premier constructeur automobile mondial en septembre 2015.

En septembre 2015, le groupe Volkswagen essaie d'être pour la première fois le leader mondial de l'automobile sur une année, devant le constructeur japonais Toyota. Il commercialise les marques Volkswagen, Audi, Seat, Škoda, Porsche, Lamborghini, Bentley, Ducati, Scania, MAN et Bugatti. En 2009, en se basant sur des résultats d'émission prétendument corrects, la Volkswagen Jetta Diesel Sedan est élue voiture verte de l'année (Green Car of the Year) aux États-Unis, où le groupe écoule près de 240 000 véhicules entre janvier et août 2015, soit une part de marché de 1,8 % pour l'ensemble de ses marques, en baisse de -2,5 % dans un marché haussier de +5 %.
Peu avant que ne soient révélés les vrais chiffres de pollution des véhicules truqués, l'image environnementale donnée par les grandes agences de notation au groupe Volkswagen était trompeuse : « le principal fournisseur mondial d’indices, l’américain MSCI, avait, en août, amélioré la note environnementale de l’entreprise Volkswagen au titre de la reconnaissance de ses efforts pour réduire les émissions de carbone de ses automobiles, tandis que son concurrent Dow Jones avait choisi le constructeur allemand comme leader environnemental de son secteur... » .

### Lutte contre le réchauffement climatique et la pollution automobile
Depuis la fin du XXe siècle, la lutte contre le réchauffement climatique et la pollution de l'air sont devenues des enjeux majeurs pour de nombreux pays. Selon le GIEC, en 2019, 15% des émissions annuelles de dioxyde de carbone (CO2) étaient dues aux transports. De plus, près de 50 % des émissions d'oxyde d'azote (NOx) proviennent des transports terrestres. L'Environmental Protection Agency (EPA) (Agence américaine de protection de l'environnement) rappelle que « la pollution par NOx contribue à la production de dioxyde d'azote, d’ozone troposphérique et de particules fines », et que l’« exposition à ces polluants a été reliée à une série d'effets graves pour la santé, dont une augmentation des crises d'asthme et d’autres maladies respiratoires pouvant être assez graves pour nécessiter une hospitalisation. L'exposition à l'ozone et aux particules ont également été associées à des morts prématurées dues à des effets respiratoires liés ou cardiovasculaires induits. Les enfants, les personnes âgées et les personnes souffrant de maladies respiratoires préexistantes sont particulièrement à risque vis-à-vis d’effets sanitaires de ces polluants ». Certains pays ont mis en place des mesures visant à réduire les émissions polluantes dues au transport routier, telles que la norme européenne d'émission, ce qui a conduit les constructeurs automobiles à adapter leurs moteurs pour passer les cycles de mesure réglementaires.
La communication de Volkswagen souligne que cette affaire éclate trois mois avant le début de la Conférence de Paris de 2015 sur le climat. Néanmoins, la chronologie réelle des événements, notamment une procédure de rappel engagée début 2015, montre que le groupe Volkswagen a eu l'occasion de pouvoir mettre en conformité ses véhicules et d'éliminer son logiciel fraudeur. Ainsi, tout rapprochement de la fraude de Volkswagen et de la COP21 est trompeur, puisque sans sa volonté de continuer à frauder après 2014, aucun scandale n'aurait été révélé en 2015.

### Part des véhicules diesel aux États-Unis et en Europe

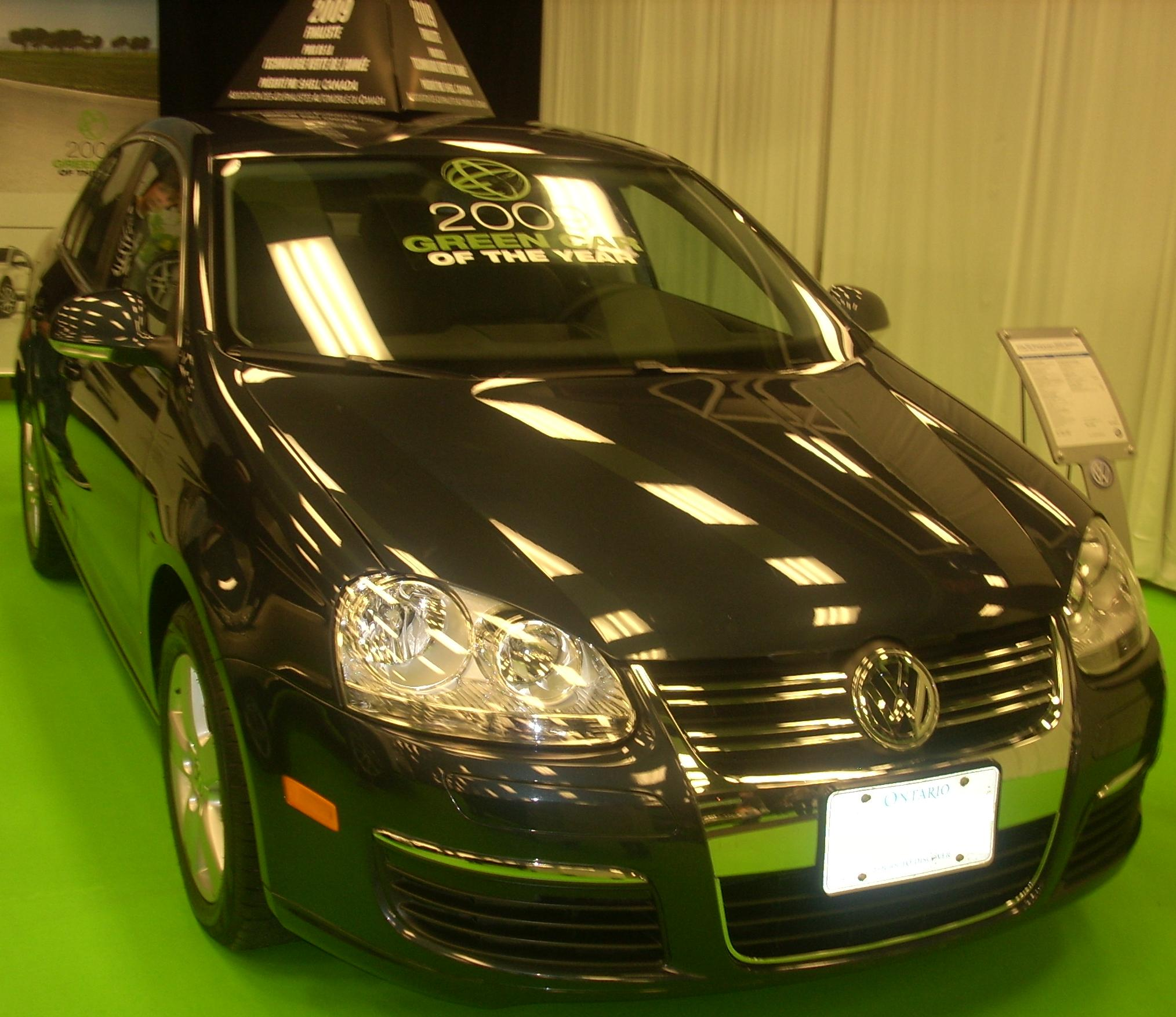
La Volkswagen Jetta Diesel Sedan est élue voiture verte de l'année (en) aux États-Unis en 2009.

En 2014, la part des moteurs diesel dans le marché automobile est de 55 % en Europe et 3 % aux États-Unis. La même année, les ventes de diesel ont connu une augmentation de 30 % aux États-Unis. En Europe, où le marché ralentit, les associations professionnelles de l’automobile lancent en 2015 « une campagne conjointe de promotion » afin « de promouvoir le diesel moderne, fruit d’un gazole plus propre, de moteurs technologiquement avancés et de dispositifs de contrôle des émissions efficaces ».

## Enquête de l'ICCT puis de l'agence américaine de protection de l'environnement

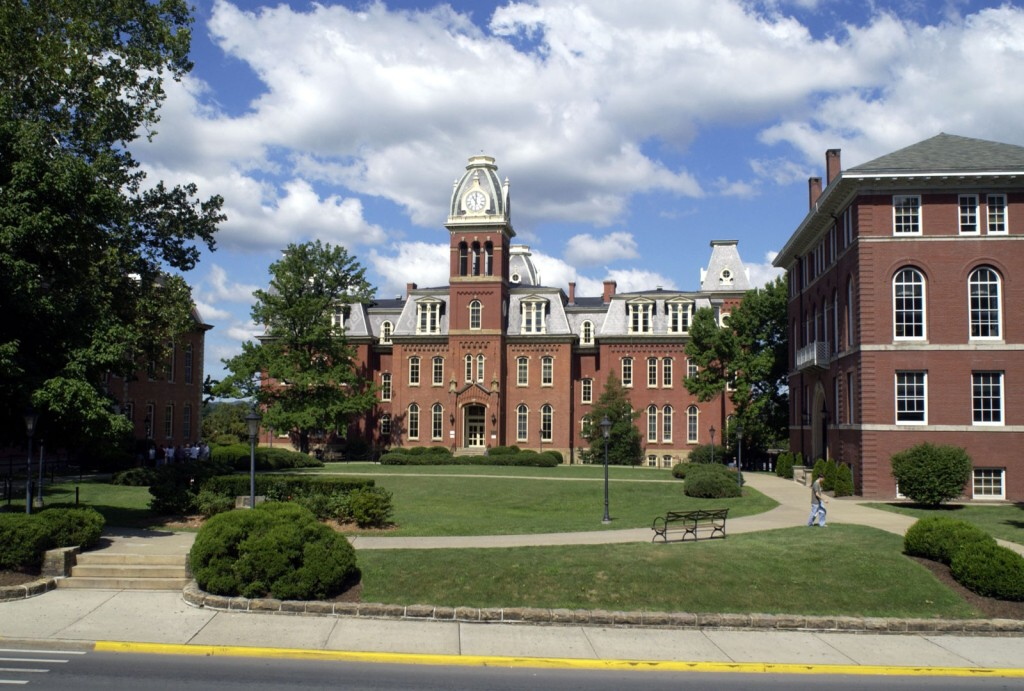
C'est l'université de Virginie-Occidentale qui a effectué les tests à l'origine de l'affaire qui se sont déroulés en Californie.

### Principe de l'étude
Début 2014, l'ONG International Council on Clean Transportation (ICCT), lance une étude sur la pollution en condition de conduite réelle sur 12 voitures diesel européennes. Elle décide d'ajouter trois véhicules européens vendus aux États-Unis, persuadée que ces véhicules se comporteront bien. En effet, la norme antipollution américaine FTP75 Tier2Bin5 impose un maximum de 40 mg/km de NOx contre 80 mg/km pour la norme Euro 6 en Europe. Ces trois véhicules sont une BMW X5 et une Volkswagen Passat, toutes deux dotées d'un système antipollution aux NOx de type SCR à injection d'urée, et une VW Jetta dotée d'un système de type LNT alias Nox Trap.
L'université de Virginie-Occidentale, alias WVU, ayant une expertise certaine en matière de mesure des polluants en condition de roulage réel au travers de son département CAFE (Center for Alternative Fuels, Engines & Emissions) est mandatée par l'ICCT pour effectuer les tests. Ceux-ci prennent place en Californie car le cycle de test US FTP75, sur le banc à rouleaux, reproduit un circuit réel de la banlieue de Los Angeles.
Les quinze véhicules n’ont pas tous effectué les mêmes trajets. Plusieurs voitures n’ont effectué que le seul trajet de référence (secret et non connu publiquement) de la société anglaise Emissions Analytics. Les autres véhicules ont, quant à eux, effectué plusieurs trajets (jusqu’au maximum de 25), et comprenant de très longs parcours, comme les 4 000 km entre Los Angeles et Seattle aller et retour. Ces trajets sont tous, globalement, nettement plus exigeants que celui du cycle de référence NEDC qui sert en Europe pour mesurer la consommation et la pollution. Certains trajets réalisés par la WVU comportaient des accélérations brusques, d’autres empruntaient même des parcours accidentés de 59 km avec des dénivelés de 1 000 mètres absolument sans commune mesure avec les tests d’homologation. Sur ce dernier parcours cité, même la BMW X5, pourtant considérée comme conforme par le CARB, ne peut absolument pas obtenir les mêmes chiffres de consommation, de CO2 et de pollution au CO ou au NOx que sur le cycle de test européen NEDC ou américain FTP75. Ainsi, le véhicule BMW X5 américain a effectué 12 % de parcours très accidentés et 10 % d’accélérations fortes.
Les tests ont été réalisés à l'aide d'un Portable Emission Measurement System (PEMS), un équipement qui prend place pour partie dans le coffre et pour partie à l'extérieur du véhicule. Pour certains tests, il incorpore un voire deux générateurs électriques et le carburant associé. Sur les véhicules testés aux États-Unis, il pesait entre 305  et   533 kg.

### Résultats
Les tests effectués montrent que tous les véhicules se comportent correctement en moyenne en matière de pollution au CO, HC et particules. En ce qui concerne les NOx, trois véhicules ont des performances moins bonnes que les autres. Lors de la publication du rapport, ces véhicules sont désignés par les lettres F, H et L, qui s’avéreront en fait être la VW Jetta US qui en moyenne, tous parcours confondus, émet 22,6 fois plus de NOx que le seuil Euro 6 sur le banc NEDC, la VW Passat US qui émet en moyenne 11,4 fois plus que le seuil Euro 6. Le dernier véhicule, désigné dans le rapport ICCT comme véhicule de luxe européen, émet 22,3 fois le seuil Euro 6. Il a été testé par la société anglaise Emissions Analytics qui indique avoir analysé 2 véhicules de luxe : une Mercedes S350 et une Audi A8 3.0 TDI, véhicule pointé du doigt pour émettre 22 fois le seuil Euro 6. Les 3 véhicules pointés du doigt sont donc conçus et produits par le groupe VAG, dont 2 vendus aux États-Unis, pourtant censés satisfaire à des normes plus rigoureuses.

### Tests plus poussés et rappels de véhicules
Face à ce constat étonnant, ICCT soumet alors la Passat à un test de longue durée de 3 968 km entre Los Angeles et Seattle aller-retour, test qui confirme les valeurs obtenues précédemment. ICCT alerte alors le California Air Resources Board (CARB) et l'EPA et en informe le constructeur,, qui indique vouloir mettre en œuvre des mesures correctives. L'EPA accepte le 2 décembre 2014 une demande de Volkswagen de corriger le logiciel d'invalidation des véhicules concernés, ce qui entraîne le rappel de près de 500 000 véhicules. Les modifications logicielles et le rappel ont eu lieu début 2015. Les tests effectués par le CARB (California Air Resources Board) le 6 mai 2015 montrent une amélioration sensible mais insuffisante en matière d'émission de iNOx.

### Mise en lumière de la fraude
Le CARB a alors eu l'idée de soumettre la VW Passat à une version modifiée du test FTP75 sur banc à rouleaux : la phase initiale du cycle est jouée normalement tandis que la phase « roulage » qui est engagée dans le test FTP75 une et une seule fois après la phase initiale est maintenant jouée plusieurs fois consécutivement, simulant ainsi un roulage nettement plus important. Ce test met en évidence que l’injection d’urée n’est faite qu’une fois pendant la phase initiale et n'est plus faite par la suite. Ce mécanisme suffit normalement pour un test standard FTP75 mais absolument pas pour un test avec une phase « roulage » allongée. Conséquence, les NOx arrivent à saturer le système et la pollution aux iNOx s’envole littéralement. Ces éléments sont présentés à VW en juillet 2015 et pendant les discussions de l’été 2015, VW indique que le logiciel a un fonctionnement qui détecte le roulage sur banc de test et s’adapte donc au cas du cycle FTP75. Début septembre 2015, VW reconnaît avoir installé un système qui rend inopérant certains éléments du système antipollution en marche normale. L’affaire éclate publiquement 15 jours plus tard en plein milieu du salon automobile de Francfort. On voit donc que l’affaire couvait depuis un an, qu’elle avait entraîné des tests à répétition, des modifications logicielles et un rappel de 480 000 voitures à partir de début 2015.
En septembre 2015, les autorités confirment au constructeur que ses pratiques violent la loi Clean Air Act.
Dans son communiqué, l'EPA précise que les propriétaires américains des véhicules concernés « doivent savoir que bien que ces véhicules présentent des émissions dépassant les normes en vigueur, ces violations ne présentent pas un danger pour la sécurité et qu’il restera aux États-Unis légal de conduire ces voitures et de les revendre ». L'agence annonce également qu'elle poursuivra ces tests avec d'autres modèles et met à disposition une page d’information pour les propriétaires des véhicules concernés.
Les tests de l'ICCT montrent que la BMW X5 américaine émet en moyenne, en conditions de circulation réelles, 2 fois le seuil Euro 6, ce qui est considéré par le CARB comme acceptable étant donné la nature des parcours de référence. Les résultats montrent une grande disparité au sein des véhicules VW européens testés avec notamment une berline aux 9 trajets de référence à 10 fois le seuil aux côtés d'un break aux 25 trajets de référence à 2,1 fois le seuil.

## Moteurs, marques et modèles concernés

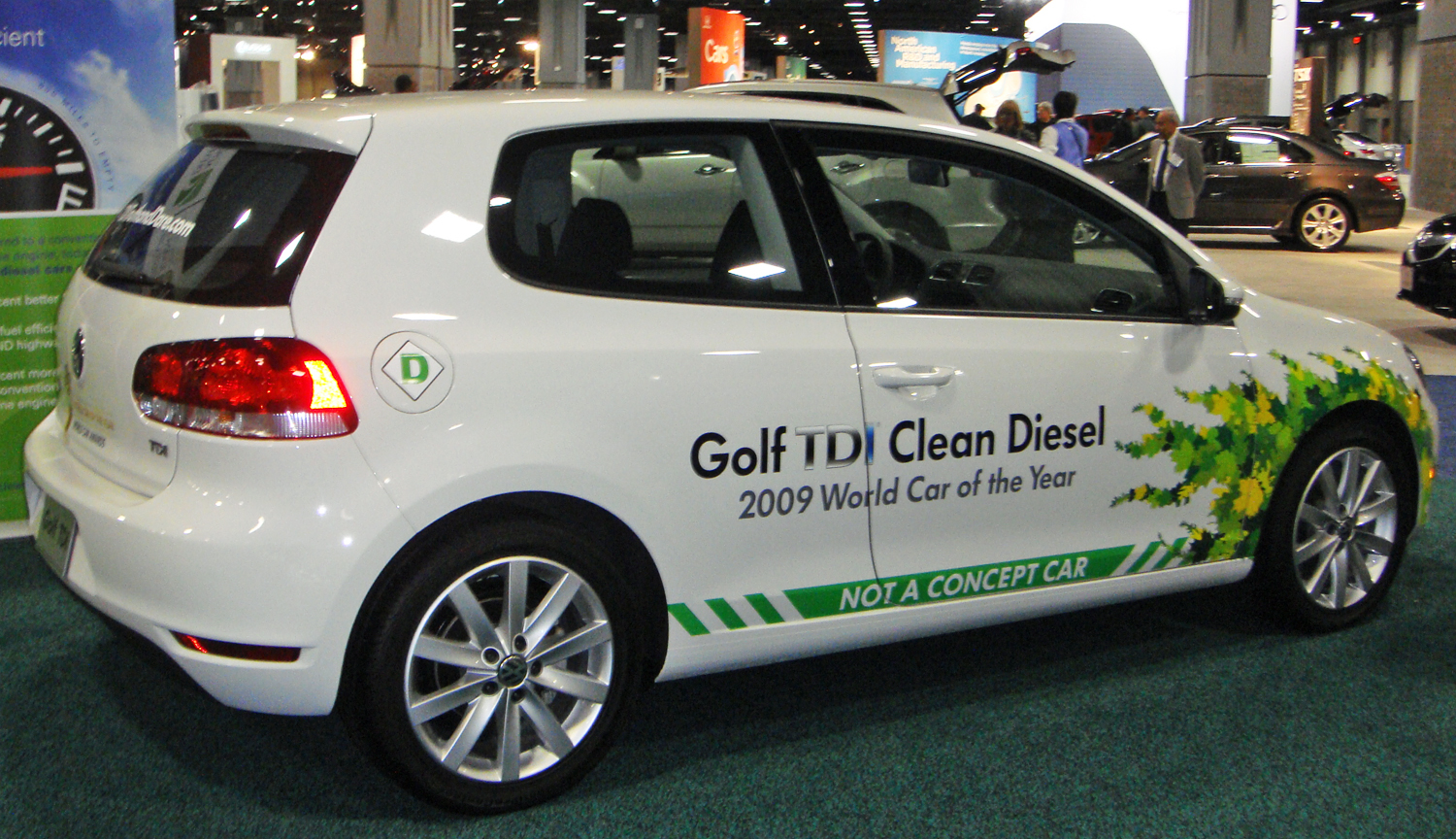
Une Volkswagen Golf VI TDI en Diesel au Washington Auto Show en 2010.

### Moteur Diesel TDI Euro 5 type EA 189
Cette affaire de fraude, sans équivalent dans l'histoire automobile, concerne les moteurs diesel TDI Euro 5 du type EA 189 à trois ou quatre cylindres, produit par le constructeur allemand et équipant 32 modèles de ses marques,,. Le groupe estime que plus de 11 millions de véhicules et 32 modèles sont concernés à travers le monde, dont 6,8 millions de marque Volkswagen (5 millions de voitures et 1,8 million de véhicules utilitaires), 2,1 millions de marque Audi, 1,2 million de marque Škoda et 800 000 de marque Seat.
Aux États-Unis, l'EPA indique que la fraude concerne les véhicules Golf, Golf Sportwagen, Jetta, Jetta Sportwagen, Beetle, Beetle Convertible, Passat et Audi A3, pour un total de 482 000 véhicules, construits entre 2009 et 2015.
En Europe, le nombre de véhicules concernés est de près d'un million en France, 1,2 million au Royaume-Uni et plus de 680 000 en Espagne.

### Moteur Diesel V6 3.0 litres
Le 2 novembre 2015, l'EPA accuse Volkswagen de tricher sur les rejets de la version V6 TDI de 3 litres de cylindrée. Selon l'EPA, les modèles de 2014 à 2016 utilisent aussi un dispositif d'invalidation (« defeat device ») destiné à contourner les tests, divisant par neuf les émissions de NOx. Ce moteur serait monté sur des VW, Audi et Porsche. Ce moteur détecterait lui aussi la procédure de test et augmenterait temporairement la température de ses convertisseurs catalytiques pour passer les normes.
Après avoir pourtant rejeté ces accusations, Volkswagen-Audi a finalement été contraint d'admettre avoir aussi utilisé un logiciel trompeur pour truquer les émissions et la pollution réelle de ses moteurs V6 3 L turbo-diesel de ses Audi Q7, Audi A8, Porsche Cayenne et Volkswagen Touareg notamment. Le groupe Volkswagen a dû arrêter la commercialisation des marques et modèles incriminés en Amérique du Nord.

## Procédé
Volkswagen est parmi les premiers à tenter l'aventure du moteur diesel pour véhicules particuliers aux États-Unis où ce marché de niche est en pleine croissance et où les normes de dépollution de l'EPA sont plus strictes en matière de NOx. Il investit ainsi dans les usines de Chattanooga dans le Tennessee en 2011 et en 2013 de Silao au Mexique, dont un tiers de la production porte sur des voitures diesel. Afin de s'implanter sur le marché américain, Volkswagen promeut son quatre cylindres TDI de l'appellation « Clean Diesel » (« Diesel propre ») avec une consommation inférieure à celle des modèles essence et donc une pollution au CO2 inférieure. Cependant, les normes américaines sur les émissions de NOx sont plus strictes que les normes européennes Euro 6, si bien que le constructeur allemand met en place des catalyseurs à NOx LNT ou des systèmes à injection d'urée SCR, qui consomment du carburant supplémentaire pour brûler ces oxydes d'azote. Dès lors, il lui devient difficile d'afficher des consommations basses de carburant, d'où le choix de tricher lors des tests en laboratoire pour afficher des consommations en carburant relativement faibles et des émissions de NOx respectant les normes légales. En outre, le dispositif de dépollution de NOx diminue légèrement la puissance moteur — ce qui peut mécontenter les clients exigeants par rapport à la puissance promise — et le système SCR fait consommer du liquide « AdBlue » — ce qui mécontente les clients en augmentant les frais d'utilisation des véhicules. Le groupe Volkswagen a choisi de désactiver le système de dépollution en condition réelle de circulation, et de ne connecter ce système que lors des tests sur rouleaux.
Ainsi, ce moteur quatre cylindres TDI est équipé, entre 2009 et 2015, d'un logiciel détectant les conditions de tests en laboratoire sur un banc à rouleaux : capot levé, roues arrière fixes, volant immobile ou encore vitesse régulière. Lors de ces phases d'homologation, le calculateur moteur active pleinement l’équipement antipollution, qui est bridé en conditions de route réelle. Ce logiciel fourni par le groupe allemand Bosch a été délibérément modifié par le groupe Volkswagen, puisque l'EPA a certifié que le logiciel fourni par Bosch aux autres constructeurs ne présentait pas la partie fraudeuse de déconnexion du dispositif de dépollution en condition normale de circulation sur route.

## Incohérences en matière deCO2
Mardi 3 novembre 2015, dans un communiqué officiel, Volkswagen reconnaît « des incohérences » entre les données officielles de consommation et les émissions de CO2 de 800 000 véhicules vendus en Europe. Cette information provient, selon le quotidien allemand Bild, d’un technicien des services de R&D du siège de Wolfsburg, qui a révélé ce fait fin octobre 2015 lors de l'enquête interne diligentée à la suite du scandale initial ; il a dénoncé à ses supérieurs une manipulation des données d’émissions de CO2 faite dès 2013 et jusqu’au printemps 2015.
Le groupe envisagerait de suspendre certains salariés mais conformément à la promesse du PDG, le « lanceur d’alerte » ne serait pas sanctionné (ni licencié ni poursuivi en justice),. Outre des véhicules diesel, la fraude implique aussi cette fois des voitures à essence (98 000 véhicules).
Selon le quotidien allemand FAZ, pour la Volkswagen Golf Blue Motion, le taux de CO2 annoncé de 90 g/km, aurait dû être 100 g/km. Les modèles concernés seraient les VW Polo, Golf et Passat, les Audi A1 et A3, les Škoda Octavia et les Seat Leon et Ibiza,. Selon le journal Bild du 8 novembre 2015, plusieurs salariés de Volkswagen ont précisé notamment avoir augmenté la pression des pneus et mélangé du diesel à de l'huile de moteur pour réduire la consommation de carburant lors des tests ; à partir de 2013 et jusqu’au printemps de cette année.
Près de deux mois après les premières révélations de fraude par l'EPA, certains médias affirment que cette nouvelle tromperie entraînera inexorablement des procès et des annulations de ventes ; si cette nouvelle faute, révélée par l’enquête interne, peut apporter du crédit au constructeur dans sa volonté d'en finir avec les erreurs du passé, tant en Bourse que dans les médias, la tricherie pourrait prendre le pas sur la clarification.
Le 9 décembre 2015, le constructeur indiquait qu'après vérifications, les incohérences ne concerneraient au maximum que 36 000 véhicules en circulation et non 800 000 comme envisagé initialement, l'impact se situant entre 3 et 6 grammes de CO2/km et entre 0,1 et 0,2 l/100 km.

## Réaction du groupe

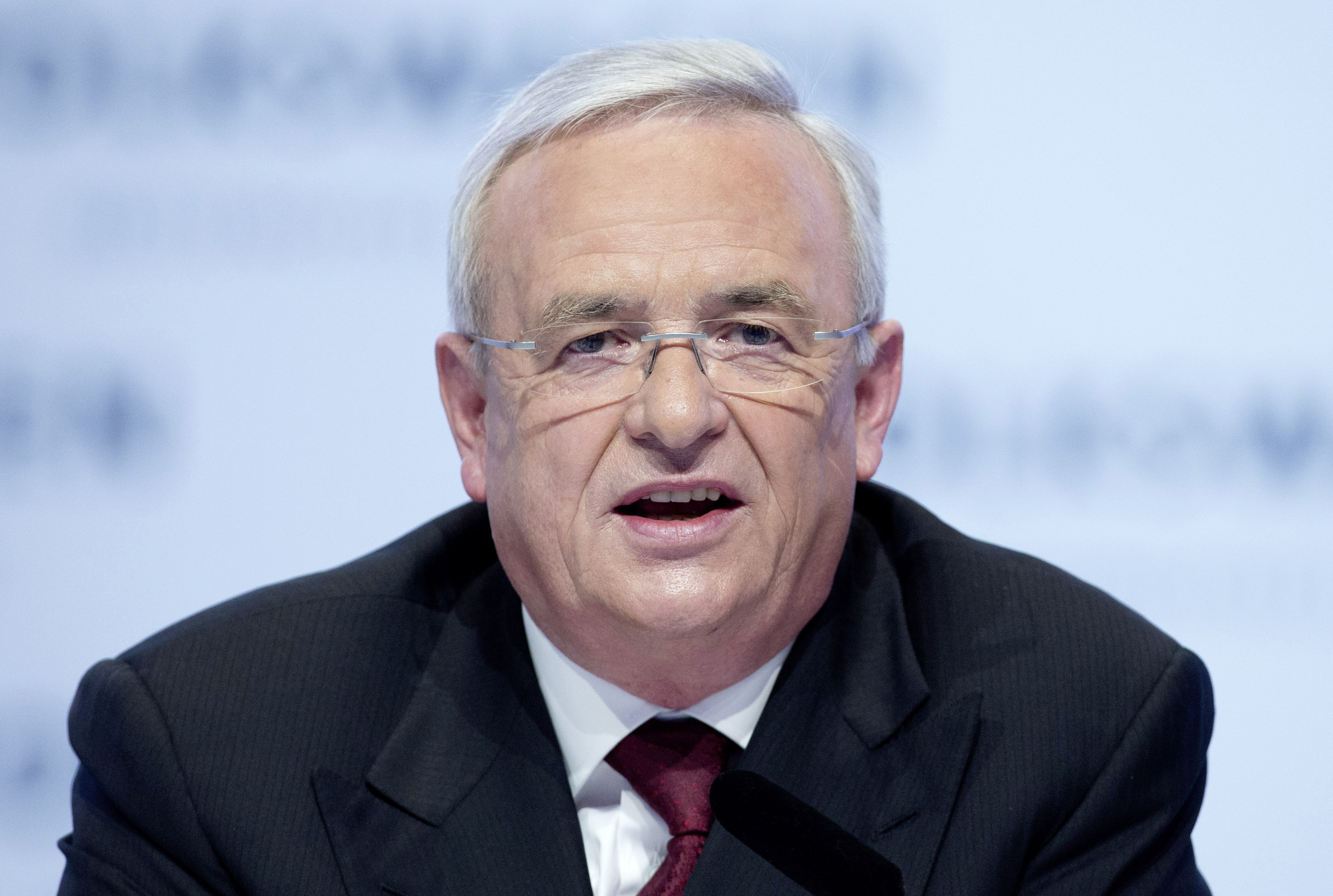
Martin Winterkorn, président du directoire du groupe Volkswagen depuis 2007, démissionnera dès les premiers jours de l'affaire.

### Premières réactions
- Après avoir été informé des premières enquêtes en cours, le groupe Volkswagen affirme d'abord que ces différences sont dues à « divers problèmes techniques et à des conditions inattendues en situation réelle »[55]. Selon le Frankfurter Allgemeine Zeitung, le groupe Volkswagen a été averti dès mai 2014 des griefs qui lui étaient faits « et avait même rappelé en décembre dernier de son plein gré un certain nombre de véhicules »[28].
- Début septembre 2015, Volkswagen reconnaît officiellement les faits et annonce lancer une « enquête externe ». Le président du directoire Martin Winterkorn déclare alors : « Je regrette personnellement et profondément que nous ayons déçu la confiance de nos clients et du public ». Il s'engage à ce que le groupe coopère avec les États-Unis pour « établir les faits rapidement et de façon transparente » et qu'il ferait « tout pour regagner pleinement la confiance que tant de gens [lui] accordent »[11]. Selon l'entreprise, la « crise » provient d'un « petit groupe de gens au sein de l'entreprise » qui « a besoin d'une nouvelle culture d'entreprise »[56].
- Le 23 septembre, Martin Winterkorn démissionne de la présidence du directoire, en déclarant ne pas avoir été informé de cette fraude organisée[57]. Le directeur des ventes du groupe est également remercié[58]. Le même jour, le groupe met un terme à la commercialisation aux États-Unis des modèles concernés et cesse la diffusion de ses publicités mettant en avant la propreté de ses moteurs[59],[60]. Winterkorn est remplacé par intérim par Berthold Huber[61].
- Le 25 septembre, le directeur général du groupe est remplacé par Matthias Müller, président de la marque Porsche. Il déclare s'engager à « faire tout son possible pour développer et mettre en œuvre les normes de conformité et de gouvernance les plus strictes au sein du groupe »[56], ce qui va notamment se traduire par un dépôt de plainte et une enquête interne.

### Dépôt de plainte et enquête interne
- Le 29 septembre 2015, le groupe annonce avoir déposé une plainte contre X afin « d'apporter de la lumière sur les responsabilités »[62]. Le lendemain, le groupe impose un gel des embauches dans sa division financière et supprime une équipe dans une usine de moteurs[40].
- Début octobre 2015, Matthias Müller affirme qu'« une mise au jour complète et sans compromis de ce qui s’est passé est la condition préalable à la réorientation fondamentale dont Volkswagen a besoin »[63]. Pour encourager les salariés à parler, alors que les enquêteurs peinent dans leur travail et que les autorités américaines s'impatientent, il annonce ouvrir un « programme de coopération » qui sera une période « de libre parole » et d’offre d’amnistie dans l’entreprise pour des salariés - « lanceurs d'alerte » qui pourront sans craindre pour leur emploi, rapporter des irrégularités dont ils auraient été témoins dans l’affaire de la fraude aux émissions[63]. Ce délai d’amnistie a finalement été clôturé le 30 novembre au lieu du 30 décembre, officiellement pour accélérer l’enquête (mais trop tôt pour mettre fin à la culture de la peur qui règne chez VW, considérée comme la cause du scandale actuel par certains experts)[63]. Dans ce délai, 50 personnes se seraient manifestées selon un porte-parole du groupe interrogé par Le Monde[63]. C’est ainsi qu'a été révélé le fait que certains moteurs diesel étaient conçus pour cacher lors des tests leurs émissions réelles de NOx, mais aussi de CO2. SI des salariés veulent ensuite révéler des malversations ou faits utiles à l'enquête, ils peuvent le faire auprès de 2 avocats médiateurs externes (missionnés par l'entreprise) pour recueillir d’éventuelles irrégularités rapportées par les salariés[63] mais ce système en place depuis 2005 n'avait pas permis d’éviter la crise de 2015, quand par exemple un technicien avait en 2011 alerté ses supérieurs à propos d'anomalies d'émissions des moteurs[63]. Le 8 décembre 2018, Volkswagen dément officiellement le fait que Hans Dieter Pötsch, son président, ait eu connaissance au moment des faits du trucage des tests d'émissions polluantes[64].

### A l'égard des propriétaires de véhicules truqués
Le 2 octobre 2015, l'industriel, dans le cadre des « mesures de correction des écarts d’émissions d’oxydes d’azote (NOx) » qui lui sont demandées (et qu'il s'est engagé à mettre en place), annonce un numéro vert, et ouvre une plate-forme internet permettant aux propriétaires de véhicules Volkswagen de savoir s'ils sont concernés (à partir du numéro de châssis du véhicule).

## Poursuites judiciaires

### États-Unis

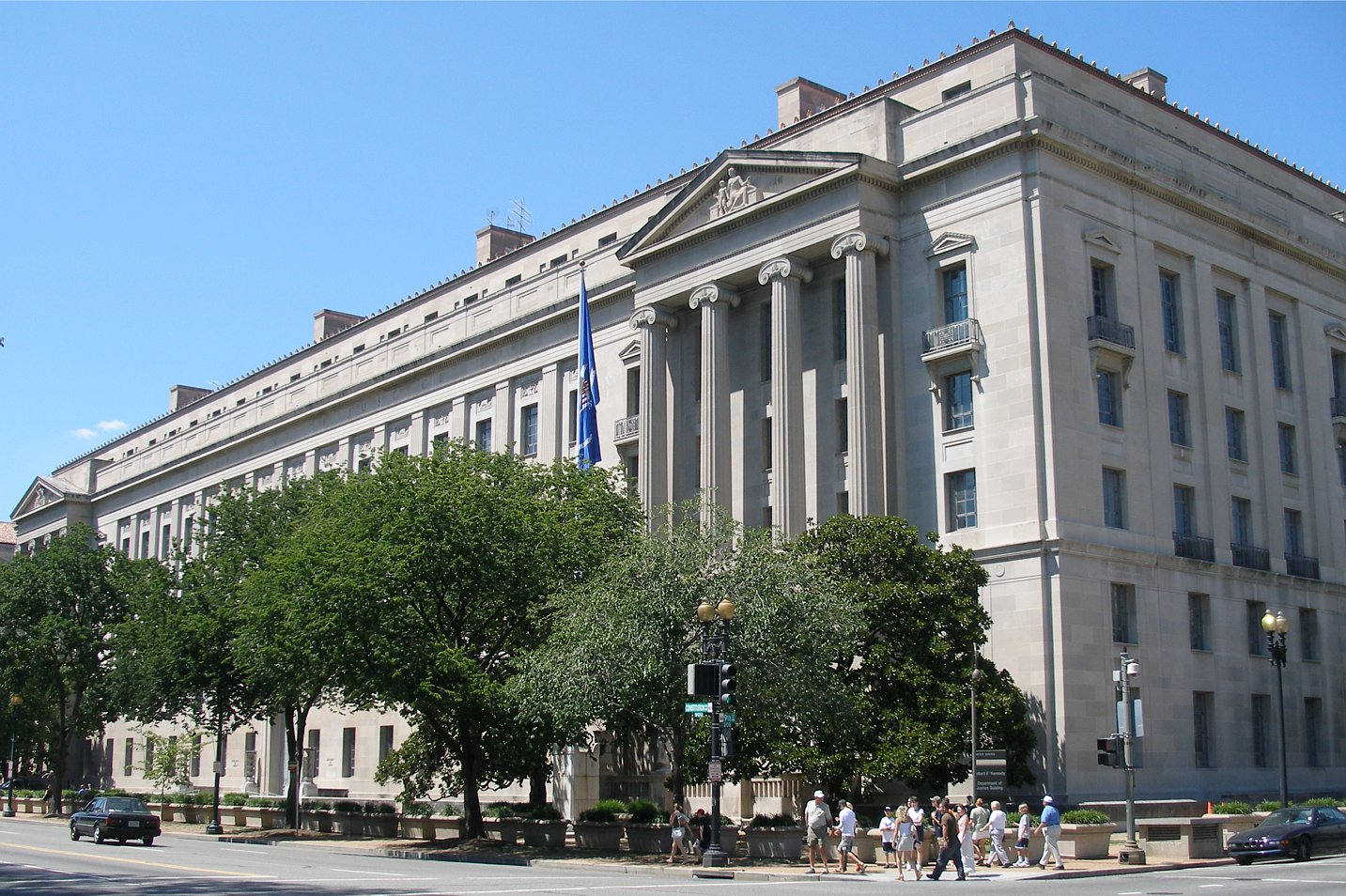
Le département de la Justice des États-Unis ouvre ses premières enquêtes en septembre 2015.

À la suite des révélations en août 2015 du lanceur d'alerte Alberto Alaya, officier de contrôle au Bureau de contrôle de la qualité de l'air (CARB) à Sacramento (Californie) relayées par l'EPA, le département de la Justice des États-Unis ouvre en septembre 2015 une enquête à l'encontre du constructeur allemand. Pour avoir violé la loi sur l'air propre (Clean Air Act), le groupe encourt une amende de 37 500 dollars par voiture, soit une amende totale de 18 milliards de dollars (environ 15,8 milliards d'euros). En quelques jours, au moins 25 recours collectifs sont déposés aux États-Unis, et au Canada, contre le groupe.
Volkswagen, Audi et Porsche ont dû admettre que d'autres logiciels fraudeurs équipent aussi les modèles récents,.
Selon le quotidien allemand Die Welt, le groupe a trouvé un accord avec la Justice américaine en avril 2016 pour éviter le procès en versant 5 000 dollars à chaque client trompé. En juin 2016, Volkswagen propose un accord à l'amiable avec les autorités américaines, qui fixe l'arrêt des poursuites dans ce pays contre environ 15 milliards de dollars. L'accord doit encore être validé par les autorités américaines.
Le 10 mars 2017, Volkswagen plaide coupable de « complot », « obstruction de Justice » et « importation de marchandises sur le territoire des États-Unis sous de fausses déclarations », et est condamné à payer 2,8 milliards de dollars d'amende.
Après un premier accord de 603 millions de dollars avec 44 États américains, le groupe passe en mars 2017 un second accord pour payer 157,45 millions de dollars à 10 États américains afin de régler les contentieux environnementaux relatifs au Dieselgate.
Entre l'amende, et l'accord à l'amiable trouvé pour rembourser les clients américains et les dégâts à l'environnement, le constructeur aura déboursé près de 25 milliards de dollars,.
Le 6 décembre 2017, Olivier Schmidt, un ancien dirigeant de Volkswagen aux États-Unis est condamné à une peine de 7 années de prison. Ce dernier accepte de plaider coupable dans le cadre d'une réduction de peine en accord avec les procureurs américains.

### En Europe
Peu après la révélation de l'affaire, la France, l'Allemagne et l'Italie, la Norvège puis l'Espagne annoncent des enquêtes et des tests approfondis,,.
La Cour de justice de l'Union européenne considère que la prévention du vieillissement ou de l'encrassement du moteur ne permet pas l'installation d'un dispositif d'invalidation,.

« La Cour de justice a jugé que les logiciels modifiant le fonctionnement des systèmes de recirculation des gaz d’échappement constituent des dispositifs d’invalidation visant à tromper les tests d’homologation »

— avocat de propriétaires lésés par le scandale

« le logiciel mis en cause (modifie) le niveau des émissions des véhicules en fonction des conditions de conduite qu’il détecte et ne garantit le respect des limites d’émissions que lorsque ces conditions correspondent à celles appliquées lors des procédures d’homologation »

— Cour de justice de l'Union européenne

#### Actions privées
Le 1er octobre, une cinquantaine de propriétaires français de véhicules Volkswagen dont un élu francilien déposent plainte contre X auprès du tribunal de Paris. Le 16 octobre 2015, des perquisitions ont lieu au siège social de Volkswagen France à Villers-Cotterêts (Aisne) ainsi que dans les locaux de la marque à Roissy.

#### Actions publiques

##### En France
- Le 7 mai 2021, en France une action collective en justice est lancée pour indemniser les consommateurs français[88].
- En mars 2017, peu après l'annonce du scandale, la France réclame une enquête au niveau européen[39]. La DGCCRF vise principalement Carlos Ghosn dans son enquête[89].
- En juin 2021, Renault et le constructeur allemand sont mis en examen [90],[91].

##### En Allemagne
- Le 29 septembre 2015, le parquet allemand de Brunswick annonce l'ouverture d'une information judiciaire pour fraude à l'encontre du constructeur[92].
- Le 24 novembre, 2015, le procureur de Brunswick (Basse-Saxe) ouvre une seconde enquête, concernant cette fois des soupçons de fraude fiscale[93] ; car la manipulation des données d’émissions de CO2 et de la consommation de carburant consommation s’est aussi traduite par des facturations inexactes de taxes sur les véhicules à moteur.
- Le 28 septembre 2017, le parquet de Munich, accusant de fraude Wolfgang Hatz (de), chef des développements moteur du groupe Volkswagen durant la période où les véhicules ont été modifiés illégalement, fait arrêter ce cadre de Volkswagen. Incarcéré, il est libéré le 26 juin contre une caution de trois millions d'euros[94].
- Le 19 avril 2018, le procureur de Stuttgart place en détention provisoire Jörg Kerner, ex-responsable des moteurs de Porsche, qui travaillait chez Audi lorsqu'a éclaté le scandale, afin d'éviter que certaines preuves disparaissent ou toute tentative de fuite[95].
- Le 18 juin 2018, le procureur de Munich place en détention provisoire Rupert Stadler, le PDG d’Audi (filiale de Volkswagen). C'est la 1ère incarcération d'un très haut responsable dans l'enquête sur le dieselgate. Accusé fin mai de "fraude" et complicité d'"émission de faux certificats", il est soupçonné "d'avoir voulu influencer des témoins ou d'autres suspects"[96]. Il sera en juin 2023 condamné à de la prison avec sursis et à une amende de 1,1 million d'euros pour avoir maintenu les logiciels qu'il savait frauduleux[97].
- Le 18 mai 2020, Herbert Diess, PDG du groupe depuis avril 2018, et Hans Dieter Pötsch, président du conseil de surveillance, concluent un accord avec le procureur de Brunswick, qui leur évite un procès et met fin aux procédures engagées envers eux contre le versement de 4,5 millions d'euros chacun, les 9 millions d'euros étant pris en charge par l'entreprise Volkswagen[98]. À cette date, Volkswagen avait déjà payé 3 amendes d'un total de 2,3 milliards d'euros en Allemagne, et devait encore rembourser au moins 750 millions d'euros à 235 000 clients allemands[98].
- Un procès pour fraude est ouvert en 2021 contre quatre anciens responsables de Volkswagen, par le tribunal de Brunswick[97]
- Le 27 avril 2022, en Allemagne, Italie et Hongrie, des perquisitions visent des locaux de Suzuki, Stellantis et Marelli dans la cadre d'une enquête allemande[99].
- En mars 2024, environ neuf ans après le début du scandale, et après plusieurs ajournements liés à la Pandémie de Covid ou à la santé du prévenu, le tribunal régional de Brunswick (Basse-Saxe) a annoncé l'ouverture le 3 septembre 2024 du procès de l'ex PDG Martin Winterkorn (maintenant âgé de 76 ans) d'une part pour fraude en bande organisée et faux témoignage, et d'autre part pour manipulation de marché. 89 audiences sont programmées sur un an (jusqu'en septembre 2025)[97]. M. Winterkorn a déjà accepté de verser 11,2 millions d'euros de dommages et intérêts lors d'un accord amiable avec Volkswagen. entre le groupe et plusieurs ex-dirigeants[97].

##### En Belgique
- Les 25 et 26 septembre 2015, la Suisse puis la Belgique interdisent la vente des véhicules diesel concernés sur leur sol[100].
- La Chambre des représentants de Belgique a lancé en novembre 2015 une série d'auditions afin de déterminer l'impact de l'Affaire Volkswagen sur la Santé de la population belge. Dans le cadre de ces auditions, le Conseil Supérieur de la Santé a fait le point sur l'impact des oxydes d'azote (NOx) sur la santé. Les NOx sont d’importants précurseurs de l’ozone. Ils participent à la nitrification et à l’acidification des écosystèmes (via la formation secondaire de nitrates) et ont des effets complexes sur la chimie atmosphérique, l’équilibre des radiations solaires et donc les changements climatiques. Tous ces effets directs sur l’environnement peuvent avoir des retombées indirectes sur la santé humaine, difficilement mesurables. De plus, à des concentrations ambiantes, le NO2 est un irritant des muqueuses respiratoires et peut affecter directement la santé. Le problème en Belgique est que les concentrations de NO2 sont généralement élevées dans les villes et à proximité des sites industriels. Par exemple, à Anvers et le long des routes à forte densité de circulation, on mesure des concentrations qui dépassent la norme et ont des effets sur la santé. Selon le Conseil, il est évident que la fraude aux moteurs diesel contribue à une hausse des émissions de polluants et de NO2 en particulier. Le logiciel frauduleux a également des conséquences sur la santé, notamment en raison de cette exposition élevée existante. De 2009 à 2011, le Conseil avait rédigé de sa propre initiative un avis concernant les effets de la mobilité sur l’homme et l’environnement[101]. Ce travail met l’accent sur les conséquences locales, régionales et nationales du trafic motorisé consécutivement à la pollution de l’air, les nuisances sonores et les accidents. Les effets psychologiques et les conséquences d’une absence de mobilité ou d’une mauvaise mobilité des personnes y sont également abordés. L’avis se termine par un plaidoyer pour une approche intégrée du problème de la mobilité. On évite ainsi de privilégier une approche partielle au détriment de l’ensemble du problème. De plus, une telle prise en charge cadre avec les efforts des autorités pour aboutir à une société durable. Enfin, un des chapitres de ce travail faisait déjà, à l’époque, le point scientifique sur la toxicité générale de ces NOx pour l’environnement et la santé.

##### En Italie
- La commission européenne ouvre, le mercredi 17 mai 2017, une enquête en Italie pour violation des règles en matière d'homologation. Les modèles visés concernent la marque Fiat Chrysler[102].

### Réactions de la Commission européenne et du Parlement
En décembre 2016, la Commission européenne annonce l'ouverture de dossiers d'infraction contre sept États européens dont le Royaume-Uni, l'Allemagne et l'Espagne (pour leur manque de sanctions financières contre Volkswagen),.
De son côté le Parlement européen lance le 17 décembre 2015, en accord avec sa Conférence des présidents, une commission d'enquête sur les émissions automobiles. Le 28 février 2017 celle-ci dénonce une mauvaise gestion du dossier par la Commission et par les États-membres. Elle préconise une « Agence européenne de surveillance des véhicules ». Les technologies de contrôle des émissions (ECT) étaient disponibles et les constructeurs pouvaient respecter les normes dès leur entrée en vigueur. Pourtant les émissions de NOx variaient considérablement en conduite réelles, selon le modèle et selon le fabricant, dépassant presque toujours fortement les seuils autorisés, et pas uniquement chez Volkswagen ; ceci au détriment des objectifs européens de qualité de l'air. « Ces disparités ont été confirmées par de nombreuses études réalisées par le Centre commun de recherche (JRC) et d'autres chercheurs depuis 2010-2011 ». Les retards dans l'application du droit « sont également dus à des choix de priorités politiques, la Commission et les États-membres ayant choisi d'éviter d'imposer toute charge supplémentaire aux entreprises après la crise financière de 2008 ». Les États-membres ont « manqué à leur obligation légale de contrôler et de faire appliquer l'interdiction [...] des dispositifs d'invalidation », alors que « la plupart des États membres, et à tout le moins l'Allemagne, la France, l'Italie et le Luxembourg, détenaient des éléments prouvant l'utilisation de stratégies irrationnelles de contrôle des émissions reposant sur des conditions équivalentes aux cycles d'essai NEDC (température, durée, vitesse) dans le but de passer avec succès les cycles d'essai dans le cadre de la procédure de réception par type ». La plupart des États-membres n'ont pas participé aux groupes de travail, tout en critiquant les propositions de la Commission. Seuls le Royaume-Uni, les Pays-Bas, l’Allemagne, la France, le Danemark et l’Espagne y étaient régulièrement présents, mais « l'analyse des procès-verbaux des réunions du groupe de travail RDE-LDV et du comité technique pour les véhicules à moteur (CTVM) » montre que des États dont « la France, l'Italie et l'Espagne, ont fait en sorte à plusieurs reprises de retarder l'adoption des essais RDE et de privilégier des méthodes d'essai moins rigoureuses. De surcroît, plusieurs États membres ont empêché l'obtention d'une majorité qualifiée au sein du CTVM, ce qui a entraîné un report du vote sur le premier paquet RDE ». Enfin, plus de la moitié des participants au groupe de travail RDE-LDV étaient des experts travaillant pour des constructeurs automobiles et d'autres industries automobiles notent les rapporteurs qui dénonce aussi l'absence de procès-verbaux détaillés et complets de ces réunions.
En mars 2017, les enquêtes et procès nationaux en cours doivent encore déterminer « si les stratégies de contrôle des émissions appliquées par les constructeurs automobiles constituent un usage illégal des dispositifs d'invalidation ou une application légale des dérogations mises en place par les Etats ».
La commission ne pouvait pas juridiquement elle-même rechercher les dispositifs d’invalidation, mais, déjà alertée sur d'éventuelles pratiques illégales, elle avait l'obligation légale de surveiller l’application par les États-membres de leur l'interdiction. Or selon le rapport elle n'a pas fait de recherche ni lancé d'enquête technique ou juridique propre, ni même demandé d’informations ou de mesures supplémentaires de la part des États membres afin de vérifier si la loi pouvait avoir été enfreinte.
En juillet 2017, la Commission européenne enquête sur une possible entente entre Volkswagen, BMW, Audi, Porsche et Daimler sur le non-respect des normes environnementales.

### Corée du Sud
En Corée du Sud, les autorités entendent des responsables du groupe le 23 septembre 2015 au ministère de l'Environnement avant d'annoncer la mise en place de tests.

## Conséquences

### Conséquences économiques

#### Conséquences économiques pour la marque

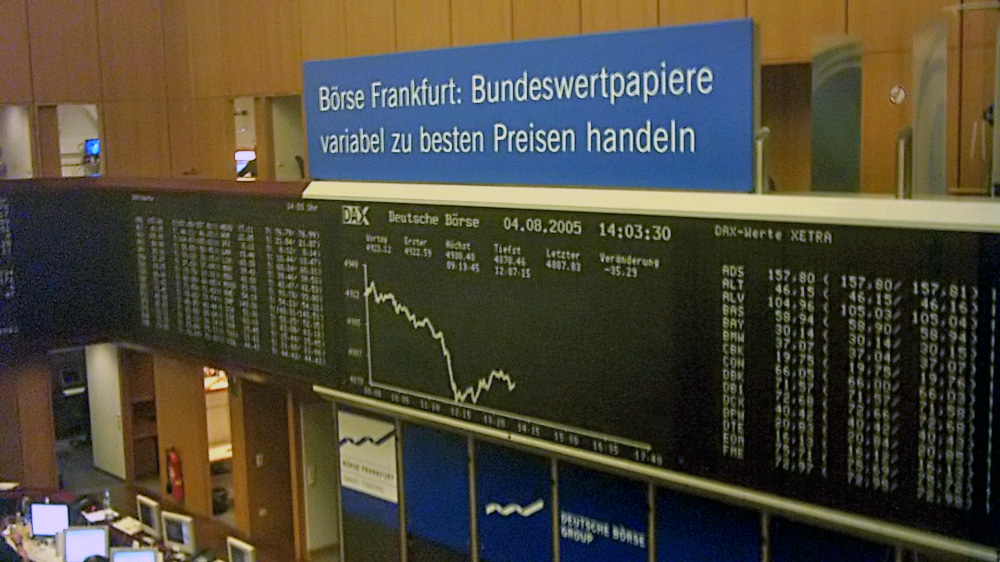
Entre le 19 et le 22 septembre 2015, le cours de l'action du groupe Volkswagen chute de près de 40 % à la bourse de Francfort.

Entre le 19 et le 22 septembre, le cours de l'action du groupe chute de près de 40 % à la bourse de Francfort. Plus généralement, l'ensemble du secteur automobile européen connaît de fortes pertes dans les jours qui suivent l'éclatement de l'affaire.
Le groupe annonce rapidement la suspension de la commercialisation aux États-Unis de ses modèles diesel quatre cylindres de marque Volkswagen et Audi. Ceux-ci représentaient 23 % des ventes de la marque Volkswagen en août aux États-Unis.
Les 25 et 26 septembre, la Suisse puis la Belgique interdisent la vente des véhicules diesel concernés sur leur sol.
Le 29 septembre, le constructeur japonais Suzuki cède à la holding Porsche SE les 1,5 % du capital qu'il détenait dans le groupe Volkswagen.
Cette affaire peut être, selon le directeur financier du groupe, « une crise qui menace l'existence de la société ».

#### Conséquences sur le marché secondaire
Une étude réalisée par les chercheurs Prof. Itai Ater de Tel Aviv University et Nir S. Yoseph, doctorant de Tel Aviv University, a exploré l'effet du scandale sur le marché secondaire en Israël. Selon cette étude, publiée dans The Journal of Industrial Economics, le scandale des émissions de Volkswagen a eu un effet négatif statistiquement significatif sur le nombre de transactions sur le marché secondaire impliquant les modèles concernés (près de -18 % ) et sur leur prix de revente (près de -6%). L'étude révèle également que la réduction du nombre de transactions a été principalement due aux vendeurs privés et que les vendeurs non privés se sont à peine éloignés du marché. Ces résultats suggèrent que l'offre de voitures d'occasion parmi les vendeurs privés est beaucoup plus élastique par rapport à l'offre de voitures d'occasion parmi les vendeurs non privés. Les auteurs de l'étude soutiennent que la baisse de la volonté de payer et la sélection adverse après le Dieselgate pourraient également expliquer ces résultats.

#### Conséquences économiques pour le diesel
Selon Renault, les moteurs diesel deviendraient beaucoup plus chers s'ils devaient répondre aux normes d'émission à la suite des divulgations causées par l'affaire Volkswagen, à tel point que les voitures diesel risquent de ne plus être financièrement intéressantes.
L'impact de cette affaire sur les véhicules diesel pousse au développement du véhicule électrique et a pour conséquence de déplacer 40% de l'économie de la voiture de l'Europe vers l'Asie.

### Conséquences politiques
En réaction à cette affaire, les lois de l'Union européenne ont changé, et la Commission européenne a acquis le droit de vérifier la conformité des voitures aux normes d’émission et en ordonner le rappel le cas échéant, en vertu de nouvelles règles qui s’appliquent à partir du 1er septembre 2020 sous peine d'amendes pouvant atteindre 30 000 euros par voiture.

## Enjeux sanitaires

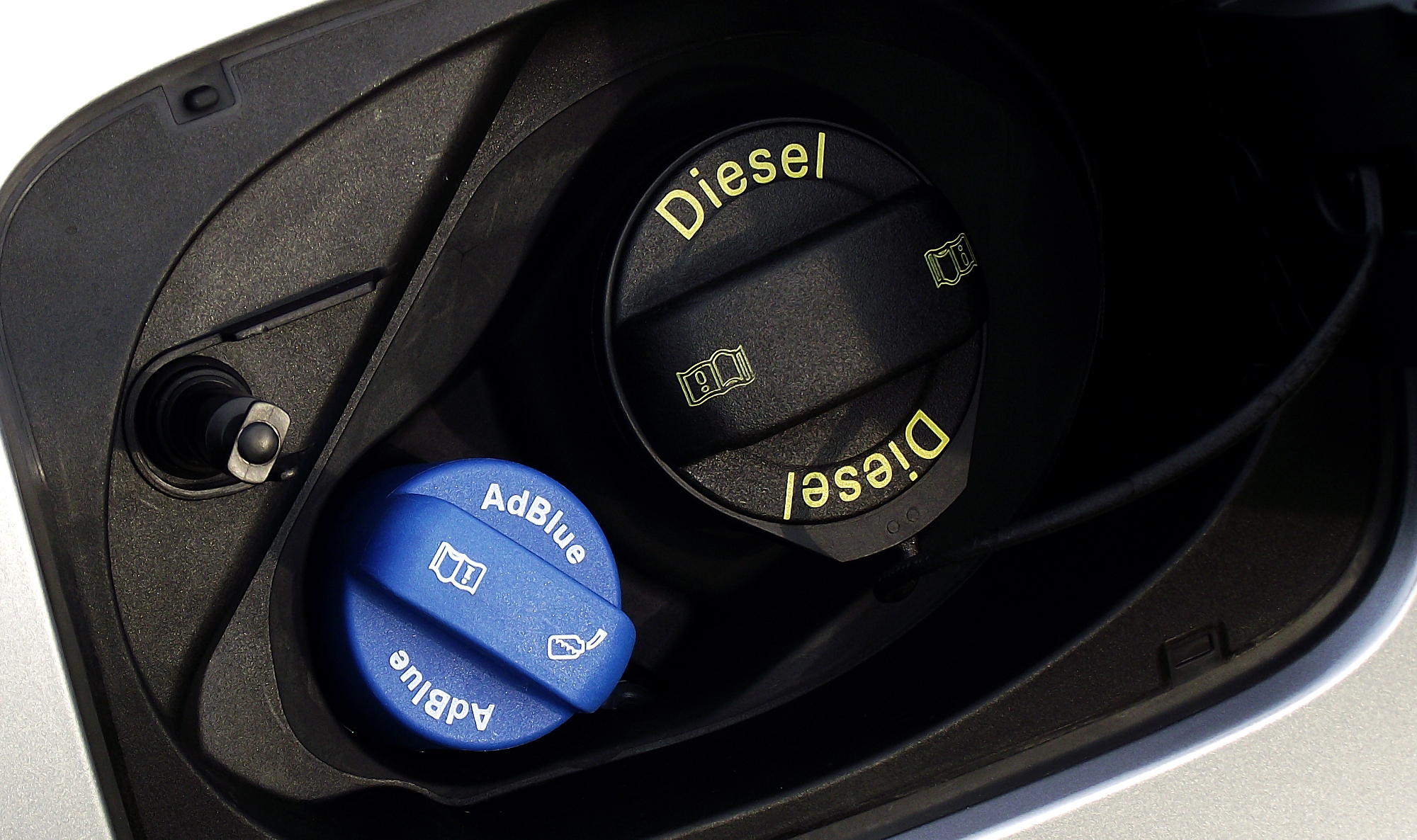
En bleu, le bouchon du réservoir du système AdBlue d'un véhicule Audi, visant à réduire les émissions polluantes grâce à l'urée.

Comparaison entre les normes d'émission d'oxydes d'azote (NOx) et les émissions mesurées.

Pour l'EPA, l'affaire pose aussi des questions de santé publique, notamment pour certaines personnes vulnérables.
Le 18 septembre 2015, l'EPA rappelle aux industriels concernés et au public que « la pollution par NOx contribue à la production de dioxyde d'azote, d’ozone troposphérique (proche du sol) et de particules fines ». L'EPA ajoute que l'« exposition à ces polluants a été reliée à une série d'effets graves pour la santé, dont une augmentation des crises d'asthme et d’autres maladies respiratoires pouvant être assez graves pour nécessiter une hospitalisation. L'exposition à l'ozone et aux particules a aussi été associée à des morts prématurées dues à des effets respiratoires et/ou cardiovasculaires induits. Les enfants, les personnes âgées et les personnes souffrant de maladies respiratoires préexistantes sont particulièrement à risque vis-à-vis d'effets sanitaires de ces polluants ». « Les normes d'émissions de NOx ont été mises en place pour garantir le respect de la santé » rappelle aussi l'EPA. Sa notification publique de violation de la législation américaine rappelle aussi que « les normes de l’EPA ont été conçues pour protéger la qualité locale de l'air, et maintenir un air sain pour tous ».
L'ONG T&E qui dénonce depuis plusieurs années les fortes divergence entre les mesures de terrain et les résultats aux bancs de tests rappelle que le cocktail de pollution automobile cause un demi-million de morts prématurées par an, un quart de million d'hospitalisations et de 100 millions de jours de travail perdus cumulés qui coûtent plus de 900 milliards d'euros/an.
Selon Emission Analytics, les équipements anti-Nox (SCR ou LNT) sont efficaces ; 4 véhicules Euro 6 sont d’ores et déjà en dessous du seuil de 0,08 g/km de NOX en parcours réel alors qu’auparavant 1 seul est parvenu à passer sous la limite Euro 5 de 0,18 g/km. Sur ses trajets de référence, les émissions de NOX pour les voitures Euro 6 se situent en moyenne à 0,340 g/km, certes 4 fois au-delà de la limite Euro 6 sur le banc de test, mais en réduction de 54 % par rapport aux véhicules Euro 5 qui faisaient en moyenne 0,736 g/km sur son parcours de référence.
Les tests ADAC le confirment sur 69 véhicules, Euro 6 sur un cycle représentatif de la circulation réelle :
- 17 voitures (soit 25 %) en émettent moins de 80 mg/km en circulation réelle, et donc pas plus que le seuil Euro 6 sur le cycle NEDC,
- 22 voitures supplémentaires se situent à moins de 2,1 fois le seuil en circulation réelle, sachant qu’elles sont conformes sur le cycle urbain NEDC soit en tout 57 % qui ont une bonne chance d’être compatibles avec les seuils réglementaires 2017[pas clair].
- enfin 30 voitures se situent au-delà de ce seuil, leurs producteurs ayant des efforts à faire pour 2017.

Pour comparaison ; les mêmes tests sur des véhicules Euro 5 donnent 12 % en dessous du seuil Euro 5 en circulation réelle sur le cycle NEDC versus déjà 25 % pour Euro 6. Ces tests ont été repris dans une nouvelle publication de l'ICCT en septembre 2015 concernant 32 voitures européennes sur les cycles NEDC et le futur cycle WLTC, nettement plus exigeant. Les résultats montrent une disparité forte selon les technologies utilisées pour combattre les NOx :
- les voitures équipés de Nox Trap (LNT) ont les meilleurs résultats sur le cycle NEDC et les plus mauvais sur le cycle WLTC (plus proche de la vie réelle) ; elles font en moyenne 0,4 fois le seuil Euro 6 sur le cycle NEDC et 2,9 fois le seuil Euro 6 sur le cycle WLTC avec là encore 3 voitures « catastrophiques » qui sont respectivement à 7,9 et 15 fois le seuil Euro 6 (une voiture Volvo) ;
- les voitures utilisant un EGR renforcé (les Mazda) font en moyenne 0,8 fois le seuil sur le cycle NEDC, mais 1,9 sur le cycle WLTC ;
- les voitures utilisant la technologie SCR (injection d'urée) font en moyenne 0,6 fois le seuil Euro 6 sur le cycle NEDC, mais 1,6 fois sur le cycle WLTC

D'autres tests d'ICCT ont montré que les camions EuroVI émettent sur tous les types de trajets (ville, route, porte à porte) des quantités de NOx conformes aux attentes, le système SCR à injection d'urée se révélant en pratique efficace.
Des progrès restent à faire, mais selon Airparif de 2000 à 2010, la pollution de l'air à Paris a diminué de 49 % pour les PM10, 53 % pour les PM2.5 et 44 % pour les NOx. La part due au trafic routier a chuté de 60 % pour les PM10, 64 % pour les PM 2.5 et 53 % pour les NOx ; pendant que la part du résidentiel chutait de 27 % pour les PM10, 30 % pour les PM2.5 et 9 % pour les NOx. Cela devait se poursuivre au même rythme sur la période suivante 2008-2015 : 41 % pour les PM10, 47 % pour les PM2.5 et 30 % pour les NOx. Les impacts sanitaires dus aux transports devraient bénéficier des progrès des motorisations induites par l'évolution des normes Euro.
En 2016, une étude pointe l'importance du NO2 au sein des NOx comme polluant, même en l'absence de soleil (source de pollution photochimique) : dans le brouillard, le NO2 modifie la chimie de l'azote et du soufre dans les gouttelettes aqueuses d'aérosols, en étant source de sulfates, lesquels rendent les smogs plus persistants et plus toxiques. Ce mécanisme est auto-entretenu et auto-amplifié car plus la masse d'aérosol aqueux est grande, plus la production de sulfate augmente vite, conduisant à un air plus pollué (tant que le vent ne le disperse pas).
En 2017, une étude conclut que les seules émissions supplémentaires des diesels allemands Volkswagen truqués de 2008 à 2015 font qu'en Allemagne « 1200 personnes vont perdre jusqu’à 10 ans d'espérance de vie », soit 13 000 années de vie perdues et 1,9 milliard d'euros de coûts associés à cette perte (sachant que 60 % des coûts induits par cette mortalité se produisent hors de l'Allemagne). Si tous les véhicules VW concernés en Allemagne respectaient la norme européenne avant fin de 2017 ce sont 29 000 années de vie perdues et 4,1 milliards 2015 EUR en santé (Estimation médiane) qui seront économisés (par rapport au non rappel des véhicules contrefaits).

## Incidence du logiciel sur les performances des véhicules
Au 13 octobre 2015, aucune donnée n’était fournie par le constructeur ni les organismes officiels sur l’écart de performance et de consommation des deux modes de fonctionnement (mode route/mode test). Seuls quelques essais simplistes réalisés par des revues spécialisées permettent d’avoir une première approche de l’écart des évaluations des véhicules entre les deux modes de fonctionnement.
Le 2 octobre 2015, le site américain tflcar.com présente les résultats d'un test sur banc à rouleaux d'une VW Jetta TDI 140 ch. de 2011. Par inhibition ou non de la rotation des roues arrière, tflcar.com compare les performances obtenues avec et sans mise-en-service du logiciel de test. L’écart de puissance à haut régime est minime. Mais l’écart de couple à mi-régime, donc celui utilisé au quotidien, est en forte baisse. Il passe de 352 à 310 N m à un régime quasi identique de 2 500 tr/min. Le logiciel mis en cause permet donc d’offrir, sur route, 14 % de couple en plus que lors du test en mode « non-polluant ». La version bridée par le logiciel donne dans cet exemple 110 ch à 2 500 tr/min alors qu’au même régime la version non bridée donne 125 ch. Il apparaît donc que les reprises sont notablement modifiées par le logiciel, alors que la vitesse de pointe varie peu.
Le 10 octobre 2015, le magazine américain Consumer Reports a testé une VW Jetta TDI 2015 et VW Jetta Sportwagen TDI 2011 selon le mode normal et le mode test. Ce dernier étant activé par déconnexion des capteurs d’ABS des roues arrière. Le temps d'accélération de 0 à 97 km/h de la VW Jetta 2011 passe de 9,9 à 10,5 secondes (+6 %), tandis que le temps d'accélération de la VW Jetta 2015 n'est pas sensiblement affecté (9,1 à 9,2 secondes). Du mode normal au mode test, la consommation de carburant passe de 4,7 à 5,1 l/100 km (soit une augmentation de 9 %) sur la Jetta 2011 et de 4,4 à 4,7 l/100 km (soit une augmentation de 7 %) sur la Jetta 2015.
Le logiciel de test a un impact mineur sur la vitesse de pointe[réf. souhaitée]. Son action sur la consommation de carburant est notable, évaluée à 10 % d'augmentation émissions de CO2 des véhicules hors mode test. 10 % est une valeur déjà importante qui fait passer un véhicule de la moyenne des constructeurs, au plus tricheur quant à la consommation annoncée. La mise en place de cette fraude par Volkswagen semble trouver ses origines dans la recherche d'un avantage indu sur la concurrence :
- minimiser les consommations apparentes en carburant pour :
  - fausser la concurrence, les prix et l'attrait des clients ;
  - bénéficier de bonus et ne pas avoir de malus et donc accroître ses marges ;
  - diminuer le coût d'usage du véhicule en carburant, pour séduire faussement les clients qui pensent peu consommer et peu polluer, alors qu'ils consomment moins en émettant plus de CO2 et d'autres polluants (jusqu'à 40 fois plus pour les NOx) ;
  - forger faussement une bonne réputation de technologie avancée pour les marques du groupe Volkswagen (Audi, Skoda, Seat, Porsche) qui polluent plus en réalité ;
- diminuer le coût d'usage du véhicule en liquide « AdBlue » dépolluant les NOx, pour séduire faussement les clients ;
- accroître la puissance moteur par rapport au mode où le dispositif de dépollution fonctionne.

Le 30 octobre 2015, le point.fr cite un article du magazine hebdomadaire Der Spiegel, lequel invoque les conclusions d'une expertise juridique effectuée par le service scientifique du Bundestag, la chambre basse du Parlement allemand. Sans apporter de précision sur le test réalisé, le chiffre de 10 % de surconsommation est invoqué sur les moteurs dont le logiciel à problème serait désactivé.

## Chantage à la publicité exercé par Volkswagen sur les médias français
L'agence de communication du constructeur est accusée d'avoir menacé des médias français de différer, voire d'annuler des campagnes publicitaires et donc d'avoir exercé des pressions sur le contenu éditorial de ces médias en ce qui concerne la fraude du groupe Volkswagen, mais le constructeur dément en être le prescripteur, alors que pourtant l'agence de placement de publicités n'est que l'exécutant de son client, le groupe Volkswagen.

## Réactions d'autres constructeurs
Du côté des constructeurs européens (qui savent devoir dès septembre 2017, pouvoir en Europe prouver qu’ils peuvent épurer les NOx en condition de test, mais aussi en conditions réelles, conformément à la nouvelle norme en préparation), l’ACEA après plusieurs jours de silence, « reconnaît la gravité de la situation », mais dit ne pouvoir faire de commentaire sur le comportement d'une seule société, affirmant qu'« il n'y a aucune preuve qu'il s'agit d'un problème qui concerne la totalité du secteur » et que la norme requerra bientôt aussi « des tests en conditions réelles (dits RDE) » en Europe.
En France, un porte-parole de PSA Peugeot Citroën affirme aux médias que le groupe « [respectait] les procédures d’homologation en vigueur dans tous les pays où il opère ». « L’ingénierie Renault respecte la réglementation, elle rappelle que ses véhicules ne sont pas équipés de dispositifs de manipulation permettant de contourner la réglementation sur les émissions », a pour sa part martelé un porte-parole de la marque au Losange, ajoutant que « Renault [soutenait] la mise en place de tests européens d'homologation représentatifs des conditions réelles », et l’équipementier Faurecia assure que ses produits n’intègrent aucun logiciel. Plastic Omnium dit « n’équiper en systèmes de dépollution aucun des véhicules du groupe Volkswagen concernés ».
Peu après l'annonce de suspicion de fraude, François Roudier, porte-parole du Comité des constructeurs français d'automobiles a assuré que PSA et Renault n’étaient « pas concernés ». Carlos Ghosn, PDG de Renault, au salon de Francfort a dit « ne pas être si inquiet que ça », ajoutant « Je suis sûr que dans les prochaines heures, nous allons voir des communiqués publiés par les constructeurs automobiles pour faire le point sur leur propre entreprise ». À la suite des mesures lancées sur 100 modèles différents, Ségolène Royal déclare : « Je veux dire très fermement ici que ce n'est pas parce que Volkswagen a triché qu'il faut faire peser une suspicion sur l'ensemble des constructeurs français ». Ségolène Royal a aussi dénoncé la fraude sanitaire de Volkswagen, parlant de « désordre inadmissible pour les consommateurs et la santé publique ».

## La fraude de Volkswagen et les autres constructeurs
Il est prouvé que Volkswagen a mis au point un logiciel fraudeur détectant les « tests de certification » et activant la dépollution pendant ces tests mais la désactivant le reste du temps.
Au début de l'automne 2015, à la suite des révélations de l'EPA alertée par l'ONG américaine International Council on Clean Transportation montrant que Volkswagen est coupable d'un « Détournement du cycle d’essai ou d'optimisation des conditions d'essai », l'attention se porte aussi sur d'autres constructeurs que Volkswagen-Audi.
Les plus grands écarts en matière de consommation constatés entre cycle d'homologation et les mesures en conditions réelles par l'International Council on Clean Transportation (ICCT) en 2014 concernent : « Audi (38 %), Mercedes (38 %), BMW (33 %) et Ford (32 %) », alors que « des marques comme Renault, Peugeot-Citroën, Fiat ou encore Toyota font partie des bons élèves ».
L'association Transport et Environnement (T&E) soutenue par l'Europe (projet Life) et par l'ICCT publie un rapport intitulé Don't Breathe Here: Tackling air pollution from vehicles concluant qu'en Europe des anomalies sont également détectées : 23 véhicules neufs produits par 6 constructeurs (Volkswagen, Audi, BMW, Citroën, Opel et Mercedes) pour lesquels les tests faits par l'association présentent des anomalies évoquant celles détectées aux États-Unis, à l'origine du scandale. L'ONG accuse certains producteurs de cacher des informations importantes concernant les émissions réelles des moteurs diesel.
Selon Greg Archer responsable « véhicules propres » au sein de la Fédération européenne pour le transport et l'environnement (T&E), l'affaire Volkswagen n'est que le « sommet de l'iceberg ». Pour le CO2 la plupart des modèles de Mercedes émettent en réalité sur la route 50 % de CO2 en plus que lors des tests de laboratoire et la BMW Série 5 et la Peugeot 308 II ne sont pas loin derrière, et selon l'ONG presque chaque nouveau modèle récent et testé présente un écart significatif entre le test et la performance dans le monde réel. Il y a donc selon lui des « indices forts que des dispositifs illégaux similaires à ceux utilisés par Volkswagen sont aussi utilisés en Europe à la fois par VW et d'autres fabricants », or « depuis 2009 (quand VW a commencé à utiliser un dispositif d'invalidation) plus de 40 millions de voitures diesel ont été vendus en Europe, un sixième de toutes les voitures sur la route aujourd'hui », rappeler 500 000 véhicules des États-Unis où le diesel est un marché de niche, est moins problématique que de le faire en Europe où il a été dans certains pays très avantagé (dont en France) ; « en Europe, plus de la moitié des voitures neuves sont des diesels et 7,5 millions des 10 millions d'exemplaires (de diesels) vendus dans le monde l'an dernier (2014) ont été achetés en Europe » rappelle-t-il.
774 000 véhicules diesel Mercedes et 95 000 Opel ont également été équipés de dispositifs logiciels d'invalidation et doivent être rappelés en Europe,.
Dans un règlement amiable, Daimler paye 2 200 millions d'euros aux États-Unis.

## Réaction des médias spécialistes de l’automobile
Quelques commentateurs estiment que l'affaire pourrait avoir un effet bénéfique en incitant d'autres constructeurs à respecter au mieux la réglementation. Ainsi, pour Gaëtan de Capèle du Figaro, « les déboires de Volkswagen apportent la démonstration spectaculaire de ce qu’il en coûte de jouer avec l’éthique et la probité, y compris lorsque l'on est un géant mondial »,.

## Critiques sur la protection des logiciels embarqués
Le débat né de l'affaire Volkswagen s'est surtout focalisé sur les protocoles de test, mais l'Electronic Frontier Foundation (une ONG défendant la liberté contre l'emprise sociale de l'électronique) explique depuis novembre 2014 que la protection par le droit d’auteur et donc l'opacité des logiciels embarqués représente une « menace » mise en évidence sur un cas concret par cette affaire. Elle réclame l'accès au code source des logiciels embarqués, ainsi que l'utilisation obligatoires des logiciels libres et ouverts dans le monde de l'automobile. Les avantages d'une telle approche ne seraient d'ailleurs pas restreints à l'accessibilité du code par les citoyens, mais apporteraient aussi de la portabilité, de la possibilité de réutilisation et du partage des investissements, donc des coûts moindres pour les constructeurs.

### Filmographie
- Volkswagen - Heurs et malheurs d'un géant de l'automobile, documentaire ZDF, diffusé le 10 mai 2016 sur Arte, 90 minutes.
- #Dieselgate, documentaire de Johan von Mirbach (de), disponible du 20 février 2021 au 23 mai 2021 sur arte.tv, 2020, 86 minutes[155],[156].